# Bulbophyllum elodeiflorum
Bulbophyllum elodeiflorum là một loài phong lan thuộc chi Bulbophyllum.